# Bandera de Sicília
La bandera de Sicília representa oficialment la Regió de Sicília a partir de l'aprovació de la llei regional del 4 de gener de 2000. Encara que la seva adopció, no oficial, es remunta al 1282 amb l'aixecament popular de l'illa contra la tutela del rei de França Carles I d'Anjou conegut com les Vespres sicilianes, amb l'ajut militar del rei Pere II el Gran de Catalunya-Aragó, que fou coronat nou rei de l'illa.

## Disseny
El disseny de la bandera mostra la divisió en diagonal des del costat superior del pal formant dos triangles, el triangle superior és de color vermell ataronjat i l'inferior de color groc que representen, respectivament, a les ciutats de Palerm i Corleone, les quals foren les primeres en revoltar-se contra el rei francès. Al centre s'hi afegeix una variant de trisquela o trinaklion, anomenada Trinàcria, formada per tres cames color beix amb un Gorgoneion amb ales i tres espigues de blat que representen la prosperitat i els fruits de la terra.

## Banderes històriques

Bandera de l'Emirat de Sicília sota el Califat Fatimita
Bandera utilitzada a les Vespres Sicilianes.
Bandera del Regne de Sicília (1130-1816)
Bandera de la revolució siciliana de 1848.
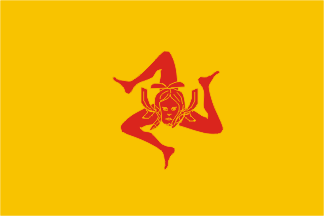
Bandera utilitzada per l'independentisme sicilià del segle xix.

## Banderes amb la trisquela

Bandera del Moviment Independentista Sicilià (MIS)
Bandera de l'illa de Man.